# Ceratinoptera alticola
Ceratinoptera alticola är en kackerlacksart som beskrevs av Robert Walter Campbell Shelford 1913. Ceratinoptera alticola ingår i släktet Ceratinoptera och familjen småkackerlackor.
Artens utbredningsområde är Ecuador. Inga underarter finns listade i Catalogue of Life.